# Parthenicus picicollis
Parthenicus picicollis är en insektsart som beskrevs av Van Duzee 1918. Parthenicus picicollis ingår i släktet Parthenicus och familjen ängsskinnbaggar. Inga underarter finns listade i Catalogue of Life.